# Josia bryce
Josia bryce är en fjärilsart som beskrevs av Walker 1854. Josia bryce ingår i släktet Josia och familjen tandspinnare. Inga underarter finns listade i Catalogue of Life.